# Lymania alvimii
Lymania alvimii es una especie de planta de la familia Bromeliaceae. Es endémica de  Brasil.